# 哭泣的男孩
《哭泣的男孩》是一組由義大利畫家喬瓦尼·布拉格林創作的系列繪畫。該系列於1950年代後成名，並有許多複製品與仿作流傳於世。雖然被稱為《哭泣的男孩》，但畫中的角色並非只有男性，也包含女孩；除此之外，該系列另有《吉普賽孩童》的別稱，儘管畫中的孩童並不能證明為羅姆人。
1985年9月5日，英國小報《太陽報》報導，一名埃塞克斯消防員聲稱他經常在火災現場的廢墟中發現《哭泣的男孩》畫作，且該畫作往往經歷祝融卻完好無損。該報導引發《哭泣的男孩》遭詛咒的都市傳說並迅速發酵。同年11月底，《太陽報》焚燒讀者群郵寄的大量該系列畫作複製品。